# 멀티탭 (비디오 게임)

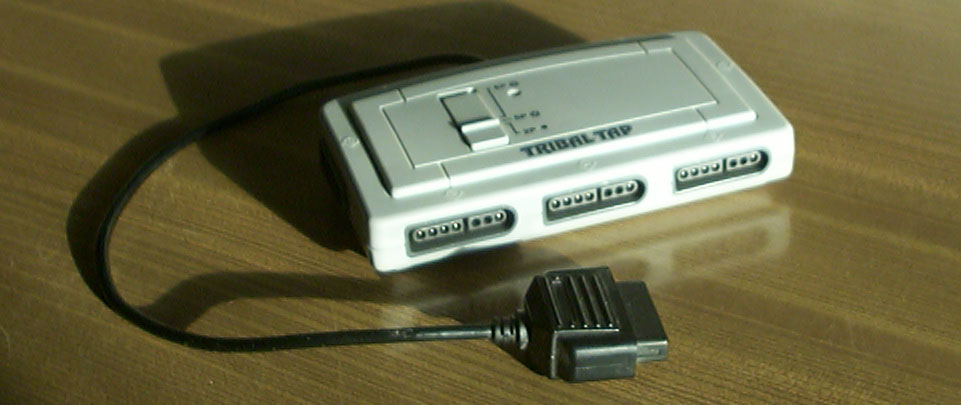
멀티탭

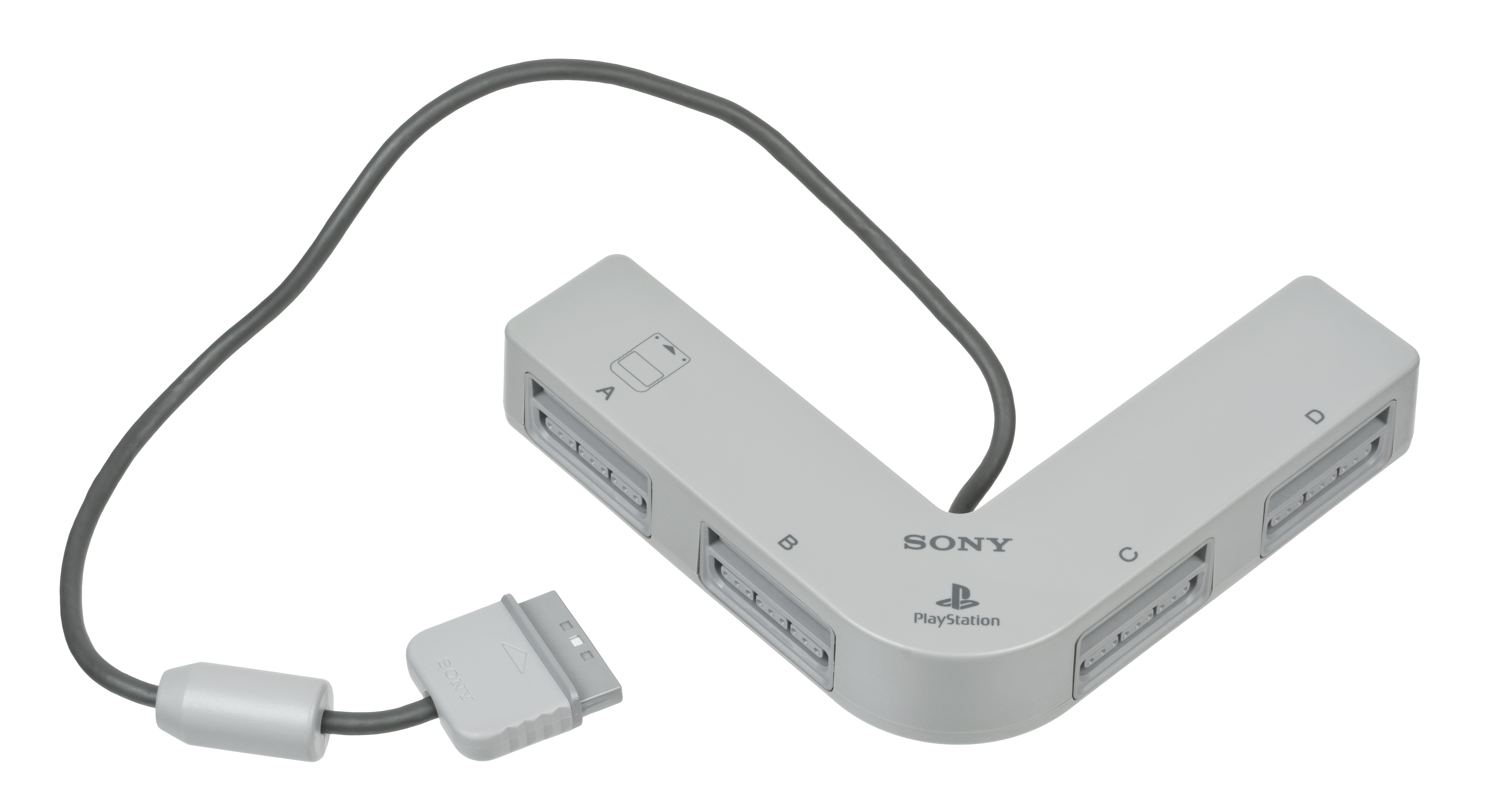
플레이스테이션 멀티탭

멀티탭은 비디오 게임에서 USB 허브와 비슷하게 게임기에 추가적인 게임 컨트롤러 포트 수를 증가시켜서 플레이어에게 추가적인 게임 컨트롤러를 사용 가능하게 하는 비디오 게임 콘솔 주변기기이다. 멀티탭은 보통 여분의 게임 컨트롤러를 연결할 수 있게 3개 이상의 포트가 있는 박스 형태로 되어 있다.

## 같이 보기
- 다인용 비디오 게임